# Falces
|  | Pel que fa al personatge mitològic,vegeu Falces (mitologia). |

Falces és un municipi de Navarra, a la comarca de Ribera Arga-Aragón, dins la merindad d'Olite. Limita amb Peralta, Marcilla, Funes, Caparroso, Miranda de Arga, Tafalla, Olite, Lerín i Andosilla.

## Demografia
| Evolució demogràfica                              | Evolució demogràfica | Evolució demogràfica | Evolució demogràfica | Evolució demogràfica | Evolució demogràfica | Evolució demogràfica | Evolució demogràfica | Evolució demogràfica | Evolució demogràfica | Evolució demogràfica |
| 1996                                              | 1998                 | 1999                 | 2000                 | 2001                 | 2002                 | 2003                 | 2004                 | 2005                 | 2006                 | 2007                 |
| ------------------------------------------------- | -------------------- | -------------------- | -------------------- | -------------------- | -------------------- | -------------------- | -------------------- | -------------------- | -------------------- | -------------------- |
| 2 661                                             | 2 595                | 2 604                | 2 591                | 2 569                | 2 545                | 2 536                | 2 575                | 2 603                | 2 597                | 2 583                |
| Fonts: Falces i Institut d'Estadística de Navarra |                      |                      |                      |                      |                      |                      |                      |                      |                      |                      |

## Personatges cèlebres
- Pedro Iturralde (1929-2020): Músic saxofonista de jazz.
- Urbán de Vargas, músic